# Achalinus huangjietangi
Achalinus huangjietangi — вид неотруйних змій родини ксенодермових (Xenodermatidae). Описаний у 2021 році.

## Поширення
Ендемік Китаю. Описаний на основі п'яти зразків, зібраних в селах Хуанцзялінь і Фуси в окрузі Хуаншань провінції Аньхой на сході Китаю.

## Назва
Вид названо на честь професора Цзетанга Хуанга, старшого офіолога Інституту офіології Хуаншаня, який протягом 50 років зробив значний внесок у дослідження змій. Народився та виріс у селі Хуанцзялінь, він був першим випускником коледжу в селі.